# 神ケ谷町
神ケ谷町（かみがやちょう）は静岡県浜松市中央区の町名。丁番を持たない単独町名である。住居表示未実施。

## 地理
浜松市中央区の西部、神久呂地区の中東部に位置する。東で富塚町及び大平台一丁目～四丁目（二丁目を除く）、西で大久保町、南で西鴨江町、北で西山町及び神原町と接する。

### 河川
- 東神田川

### 学区
小学校・中学校の学区は以下の通りである。
- 浜松市立神久呂小学校（佐鳴湖西岸土地区画整理区域は浜松市立大平台小学校）
- 浜松市立神久呂中学校（佐鳴湖西岸土地区画整理区域は浜松市立入野中学校）

## 歴史

### 町名の由来
風土記伝によると、当地に加久留社が鎮座することによるという。

### 沿革
- 1889年（明治22年）4月1日 - 町村制の施行により、敷知郡神ケ谷村が周辺の村と合併して敷知郡神久呂村となる[WEB 9]。旧村名は神久呂村の大字として残る[書籍 1]。
- 1896年（明治29年）4月1日 - 郡制の施行により、神久呂村の所属郡が浜名郡に変更となる。
- 1955年（昭和30年）3月31日 – 神久呂村が浜松市に編入される。
- 1956年（昭和31年） - 大字神ケ谷は3つに分割され、神ケ谷町・神原町・西山町が新設される[WEB 10]。
- 2000年（平成12年）11月1日 - 住居表示の実施に伴い、入野町及び神ケ谷町の各一部を合わせて大平台一丁目～四丁目を新設（四丁目は西鴨江町の一部も含む）[WEB 11]。
- 2007年（平成19年）4月1日 - 浜松市が政令指定都市となる。神ケ谷町は西区の一部となる。
- 2024年（令和6年）1月1日 - 浜松市の行政区再編により、神ケ谷町は中央区の一部となる。

## 施設
- 浜松市立神久呂幼稚園
- 社会福祉法人生命の樹会 生命の樹保育園
- 社会福祉法人はなぞの会 つばき保育園
- 浜松市立神久呂小学校
- 静岡県警察浜松西警察署神久呂交番
- 浜松神久呂郵便局
- 臨済宗方広寺派 天龍山 洞雲寺
- 臨済宗方広寺派 龍興山 敬雲寺
- 臨済宗方広寺派 圓成山 吉祥寺
- 臨済宗方広寺派 日峰山 東林寺
- 賀久留神社
- 三社神社

## 交通

### バス
- 遠鉄バス37大久保線：（浜松駅 方面 - ）トクラス株式会社 - 東平上 - 東平 - 神ヶ谷東 - 神ヶ谷中 - 神ヶ谷西 - 神ヶ谷西平（ - 田端住宅 方面）

### 道路
- 静岡県道325号宇布見浜松線

## その他

### 警察
警察の管轄区域は以下の通りである。
| 番・番地等 | 警察署       | 交番・駐在所 |
| ---------- | ------------ | ------------ |
| 全域       | 浜松西警察署 | 神久呂交番   |

### 消防
消防の管轄区域は以下の通りである。
| 番・番地等 | 消防署   | 本署/出張所  |
| ---------- | -------- | ------------ |
| 全域       | 西消防署 | 大平台出張所 |

### 書籍
1. ↑  『浜松市史 三』浜松市役所、1980年3月26日、176頁。

### WEB
1. ↑  “h02_22.csv”.   総務省 (2022年2月10日). 2024年7月27日閲覧。
2. ↑  “chuouku_menseki.xlsx”.   浜松市 (2024年3月12日). 2024年7月27日閲覧。
3. ↑  “静岡県 浜松市中央区 神ケ谷町の郵便番号 - 日本郵便”.   日本郵便. 2025年2月15日閲覧。
4. ↑  “市外局番の一覧”.   総務省 (2022年3月1日). 2024年7月27日閲覧。
5. ↑  “事業所案内及び管轄地域（事務所3件、分室3件）”.   一般社団法人静岡県自動車会議所. 2024年7月27日閲覧。
6. ↑  “住居表示実施状況／浜松市”.   浜松市 (2024年1月4日). 2024年7月27日閲覧。
7. ↑  “学校名から探す／浜松市”.   浜松市 (2024年1月1日). 2024年7月27日閲覧。
8. ↑  “解説ページ”.   株式会社エア. 2024年12月13日閲覧。
9. ↑  “historyofcities.pdf”.   静岡県総務部合併推進室・財団法人静岡県市町村振興協会. 2024年9月26日閲覧。
10. ↑  “解説ページ”.   株式会社エア. 2024年10月4日閲覧。
11. ↑  “zissizennzi.pdf”.   浜松市 (2024年1月4日). 2024年7月27日閲覧。
12. ↑  “神久呂交番｜静岡県警察”.   静岡県警察 (2024年1月1日). 2024年7月27日閲覧。
13. ↑  “消防署の町別管轄「か」／浜松市”.   浜松市 (2020年3月25日). 2024年7月27日閲覧。